# 1848 у літературі

## Події
- В Англії організовано товариство художників і поетів «Прерафаелітське братство»
- Енн Бронте надрукувала роман «Незнайомка з Вілдфел-Голу».
- Чарлз Дікенс завершив періодизацію роману «Домбі й син».
- Александер Дюма-син написав роман «Дама з камеліями».

## Твори
- Твори Тараса Шевченка:

- - А нумо знову віршувать
  - поема Варнак
  - Ой гляну я подивлюся
  - У Бога за дверима лежала сокира
  - Та не дай, Господи, нікому
  - Царі
  - Добро, у кого є господа
  - Титарівна
  - Ну що б, здавалося слова
  - Мов за подушне оступили
  - П. С.
  - Г. З.
  - Якби зострілися ми знову
  - Марина
  - Пророк
  - Сичі
  - Меж скалами, неначе злодій
  - І небо невмите, і заспані хвилі
  - І виріс я на чужині
  - Не для людей, тієї слави
  - Коло гаю в чистім полі
  - Якби мені черевики
  - І багата я
  - Полюбилася я
  - Породила мене мати
  - Ой я свого чоловіка
  - Ой вострю товариша
  - По вулиці вітер віє
  - Ой сяду я під хатою
  - Закувала зозуленька
  - Швачка
  - Ой не п'ються пива-меди
  - На улиці невесело
  - У тієї Катерини
  - Із-за гаю сонце сходить
  - Ой пішла я у яр за водою
  - Не так тії вороги
  - Ой люлі, люлі, моя дитино
  - Ой чого ти почорніло
  - Туман, туман долиною
  - У неділеньку у святую
  - У перетику ходила
  - У неділеньку та ранесенько
  - Не тополю високую
  - Утоптала стежечку
  - І широкую долину
  - На вгороді коло броду
  - Якби мені, мамо, намисто
  - Не хочу я женитися[1]
  - Чума
  - І знов мені не привезла
  - В неволі, в самоті немає
  - Ой умер старий батько
  - Не вернувся із походу
  - У Вільні, городі преславнім
  - Заступила чорна хмара
  - Не додому вночі йдучи

## Видання
- Амвросій Метлинський — «Южно-русский сборник»

## Періодик
- серпень-жовтень — за редакцією І. Вагилевича видавалася українська газета «Дневник руський»
- заснування газети «Зоря Галицька» у Львові

## Померли
- Євген Гребінка — український поет, прозаїк, видавець.